# Olivier Berteau
Pour les articles homonymes, voir Berteau.
Olivier Berteau est un biochimiste français, directeur de recherche dans un laboratoire de l'INRAE, l'UMR Micalis de l'université Paris-Saclay. Il est un expert internationalement reconnu pour l'étude des métalloenzymes,,. Il dirige actuellement l'équipe ChemSyBio et ses thématiques de recherche sont centrées sur la catalyse enzymatique, la recherche de nouveaux antibiotiques et le microbiote humain,.

## Biographie
Titulaire d'un doctorat de l'université Sorbonne-Paris-Nord obtenu en 2002 grâce à une bourse du ministère (MRT). Il possède depuis 2013 son habilitation à diriger des recherches de l'université Paris-Sud-XI, Orsay.
Depuis 2005, il est chercheur à l'Institut national de recherche pour l'agriculture, l'alimentation et l'environnement (INRAE) sur le campus de l’université Paris-Saclay. Il devient directeur de recherche à INRAE en 2014.

## Récompenses et distinctions
- Bourse de thèse ministérielle MENRT (1999)
- Prix jeune chercheur des lauriers d'INRAE (2010)[7],[8]
- ERC Consolidator 2013: European research council Consolidator grant[9].
- ERC proof of concept 2020: European research council PoC grant[10].

## Recherches
Les recherches menées par l'équipe d'Olivier Berteau sont centrées sur l'étude des métalloprotéines avec un intérêt particulier pour les enzymes à radical SAM du microbiote humain. Ces enzymes sont notamment impliquées dans la biosynthèse d'antibiotique, la bio-énergie et la chimie verte. 
Les travaux récent de l'équipe ChemSyBio ont conduits à la découverte de plusieurs nouvelles familles d'antibiotiques incluant: les epipeptides,,  et la ruminococcin C, produits par le microbiome humain. Ces antibiotiques sont prometteurs pour des applications en santé humaine,.
En bio-énergétique, une étude majeure d'Olivier Berteau,,, récemment publiée dans la revue Nature, a révélé la structure et le mécanisme sans précédent d'une nouvelle métallo-enzyme impliquée dans la biosynthèse du méthane (méthanogenèse), un gaz à effet de serre. 

Structure de l'enzyme Mmp10 impliquée dans la biosynthèse du méthane

## Articles grand public
- « Voir les enzymes du microbiome pour mieux comprendre leurs fonctions » (The Conversation)[23]
- « La formation du méthane révélée à l’échelle atomique » ! (Science et Avenir)[24]